# Médaille Wigner
La médaille Wigner est un prix conçu pour «reconnaître les contributions exceptionnelles à la compréhension de la physique à travers la théorie des groupes». La médaille est administrée par The Group Theory and Fundamental Physics Foundation, une organisation financée publiquement. Les dons sont déductibles d'impôt en vertu des dispositions de l'article 170 de l'Internal Revenue Code, un code fédéral des États-Unis.
Le prix a été décerné pour la première fois en 1978, à Eugene Wigner et Valentine Bargmann, à la Conférence intégrative sur la théorie des groupes et la physique mathématique.
Le Prix Weyl-Wigner, créé en 2021, succède à la Médaille Wigner pour récompenser les contributions exceptionnelles en physique théorique via la théorie des groupes. Après quarante ans de collaboration, la Fondation et le Comité Permanent de l’ICGTMP ont mis fin à leur partenariat en 2020. Le premier lauréat a été honoré en juillet 2022 à Strasbourg lors du Colloque Group34.

## Attributions
- 1978: Eugene Wigner et Valentine Bargmann
- 1980: Israel Gel'fand
- 1982: Louis Michel
- 1984: Yuval Ne'eman
- 1986: Feza Gürsey (en)
- 1988: Isadore Singer
- 1990: Francesco Iachello (en)
- 1992: Julius Wess et Bruno Zumino
- 1994: Non attribué
- 1996: Victor Kac et Robert Moody
- 1998: Marcos Moshinsky (en)
- 2000: Lochlainn O’Raifeartaigh (en)
- 2002: Harry Jeannot Lipkin (en)
- 2004: Erdal İnönü
- 2006: Susumu Okubo
- 2008: Non attribué
- 2010: Michio Jimbo
- 2012: C. Alden Mead (de)[5],[6]
- 2014: Joshua Zak (de)[7],[8]
- 2016: Bertram Kostant
- 2018: Pavel Winternitz[9]
- 2022:  Nicolai Reshetikhin
- 2024:  Igor Frenkel et  Michèle Vergne

Source: Wigner Medal Homepage,The Weyl-Wigner Award